# Pola Brodmanna

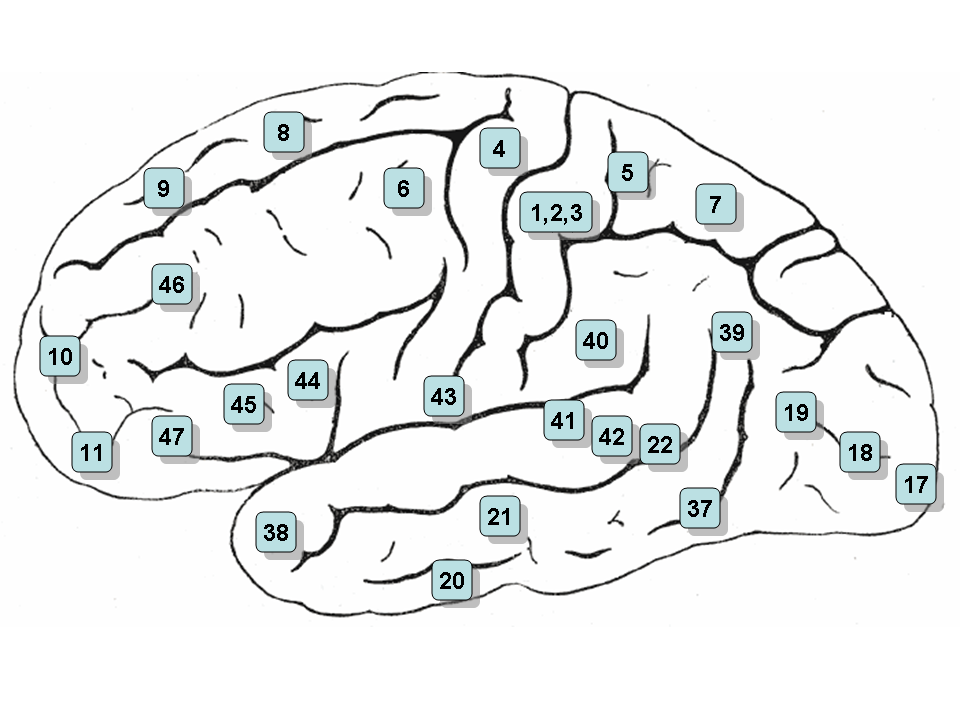
Pola Brodmanna na bocznej powierzchni półkuli mózgu.

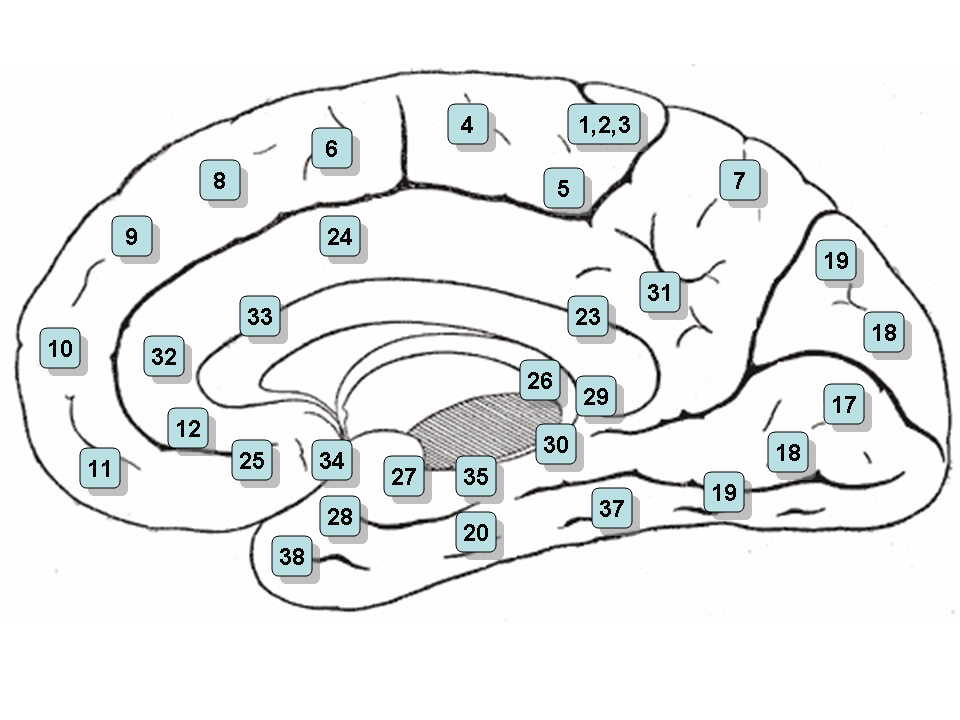
Pola Brodmanna na przyśrodkowej powierzchni półkuli mózgu.

Pola Brodmanna – wyróżnione na podstawie badań cytoarchitektonicznych obszary kory mózgu u człowieka i naczelnych. Jako pierwszy ich lokalizację określił w 1909 roku niemiecki neurolog Korbinian Brodmann. Opisane przez Brodmanna pola od 1 do 52, z niewielkimi zmianami odpowiadają stosowanemu dziś podziałowi. Liczba pól u człowieka wynosi 44 – w podziale Brodmanna pola o numerach 13–16 i 48–51 nie występują.
- Pole 3, 1, 2 – pierwszorzędowa kora czuciowa, korowy ośrodek czucia. Uszkodzenie tego obszaru powoduje niedoczulicę oraz astereognozję (niezdolność do rozpoznawania przedmiotów dotykiem) po przeciwnej stronie ciała.
- Pole 5, 7, 40 – drugorzędowa (wtórna) kora czuciowa somatosensoryczna. Zachodzą w niej złożone analizy bodźców czuciowych, kojarzenie pobudzeń kinestetycznych i wzrokowych z czynnościami ruchowymi.
- Pole 4 – pierwszorzędowa kora ruchowa (zakręt przedśrodkowy). Uszkodzenie tego pola powoduje objawy uszkodzenia neuronu ośrodkowego po stronie przeciwnej, zwykle ograniczony do jednej kończyny lub jej części, z niskim napięciem mięśniowym (bez wpływu pól pozapiramidowych)[3].
- Pole 6 – drugorzędowa kora ruchowa (kora przedruchowa i dodatkowa kora ruchowa). Odpowiada za ruchy kompleksowe obejmujące znaczne obszary ciała. Uszkodzenie tego ośrodka powoduje apraksję, astazję i abazję.
- Pole 8 – korowy ośrodek skojarzonego spojrzenia w bok. Uszkodzenie tego pola powoduje skojarzone zbaczanie gałek ocznych w stronę uszkodzenia.
- Pole 10 – kora przedczołowa. Pole to jest ośrodkiem wyższej uczuciowości i abstrakcyjnego myślenia.
- Pole 17 – pierwszorzędowa kora wzrokowa, korowy ośrodek wzroku. Uszkodzenie tego pola powoduje ubytki w polu widzenia po stronie przeciwnej do uszkodzenia.
- Pole 18, 19 – drugo- i trzeciorzędowa kora wzrokowa, wtórne kojarzeniowe pola wzrokowe. Uszkodzenie tego obszaru może spowodować halucynacje wzrokowe.
- Pole 21 – wtórne pole słuchowe. Znajduje się w zakręcie skroniowym środkowym.
- Pole 34 – korowy ośrodek węchu. Znajduje się w zakręcie półksiężycowatym i okalającym.
- Pole 39 – ośrodek czytania. Uszkodzenie tego pola powoduje aleksję.
- Pole 41, 42 – korowy ośrodek słuchu. Znajduje się w zakrętach skroniowych poprzecznych Heschla. Uszkodzenie prowadzi do częściowej głuchoty.
- Pole 22 – czuciowy ośrodek mowy. Znajduje się w zakręcie skroniowym górnym. Uszkodzenie tego pola powoduje afazję czuciową Wernickego.
- Pole 43 – korowy ośrodek smaku. Znajduje się w korze wyspy oraz wieczku czołowo-ciemieniowym.
- Pole 44, 45 – ruchowy ośrodek mowy. Koordynuje czynność mięśni aktywnych w procesie mówienia. Uszkodzenie tego obszaru powoduje afazję ruchową Broki.
- Pole 52 – ośrodek pisania. Uszkodzenie tego pola powoduje agrafię.